# Merton (Devon)
Merton is een civil parish in het bestuurlijke gebied Torridge, in het Engelse graafschap Devon. In 2001 telde het dorp 331 inwoners.

## Geboren
- George Monck (1608-1670), generaal